# Enicospilus birotellus
Enicospilus birotellus là một loài tò vò trong họ Ichneumonidae.